# Nacre
|  | No s'ha de confondre amb mol·lusc endèmic del mar Mediterrani anomenat nacra. |

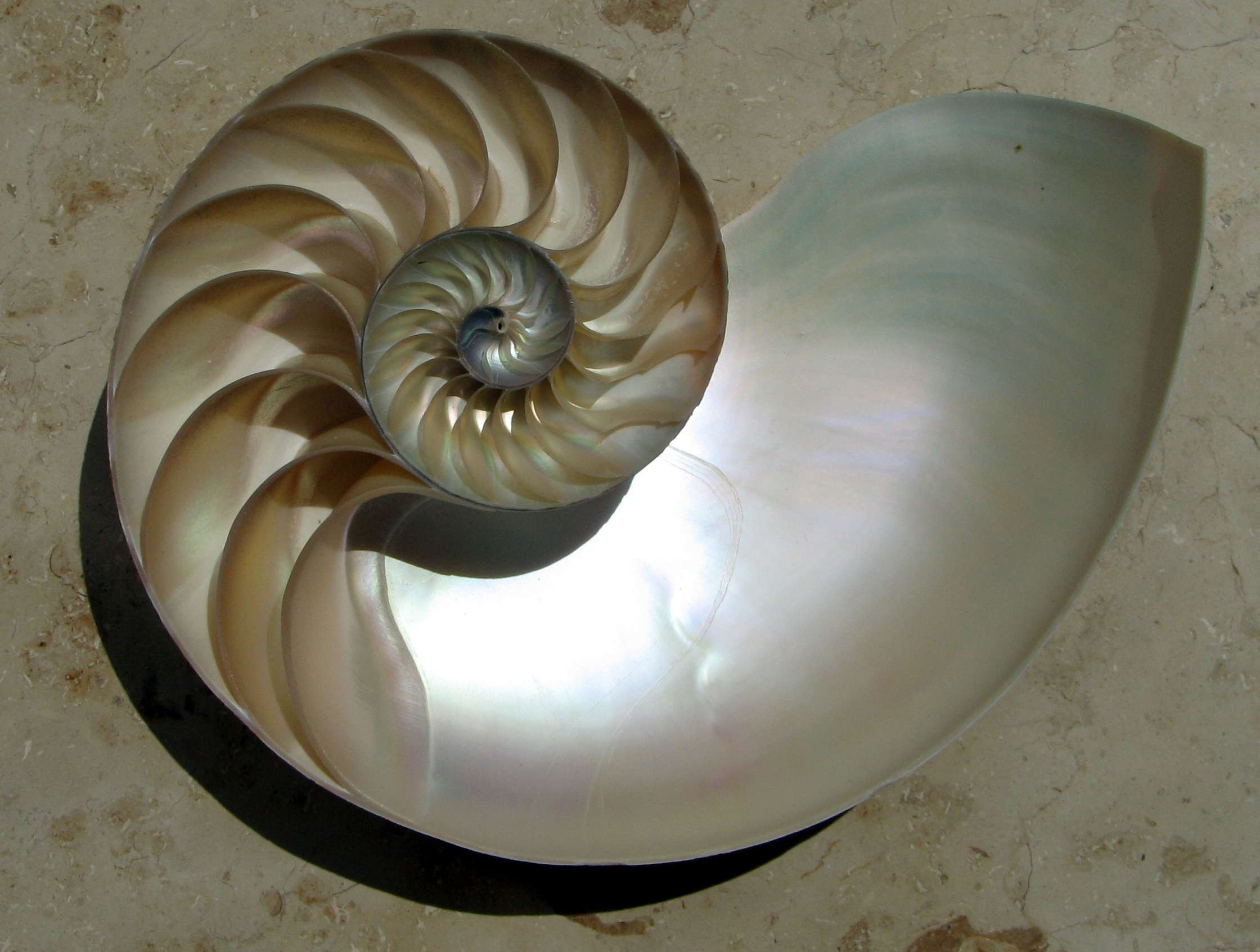
Nacre iridescent de la conquilla d'un Nautilus.

El nacre és la capa de carbonat de calci i conquiolina que revesteix la part interna de la conquilla d'alguns mol·luscs. El nacre es troba en tàxons de bivalves, gastròpodes i cefalòpodes, per bé que la capa interna de la majoria de les conquilles dels mol·luscs és de porcellana, no pas de nacre.
Diverses espècies secreten nacre amb abundància per a reparar les seves closques danyades o per a enquistar (encapsular) objectes estranys dins de l'organisme. També es coneix com a mareperla, puix que també forma la perla.
La part interna de les perles és feta de nacre i les conquilles de les ostres també. Els mol·luscs de la família Haliotidae, Trochidae i Turbinidae també tenen nacre.

## Usos
El nacre s'empra en obres de marqueteria, ebenisteria fina, diapasons d'instruments, joieria, i per a guarnir ventalls, botons, fitxes i telèfons. També es fa servir, com a mesura de seguretat, en els bitllets del ien japonès.

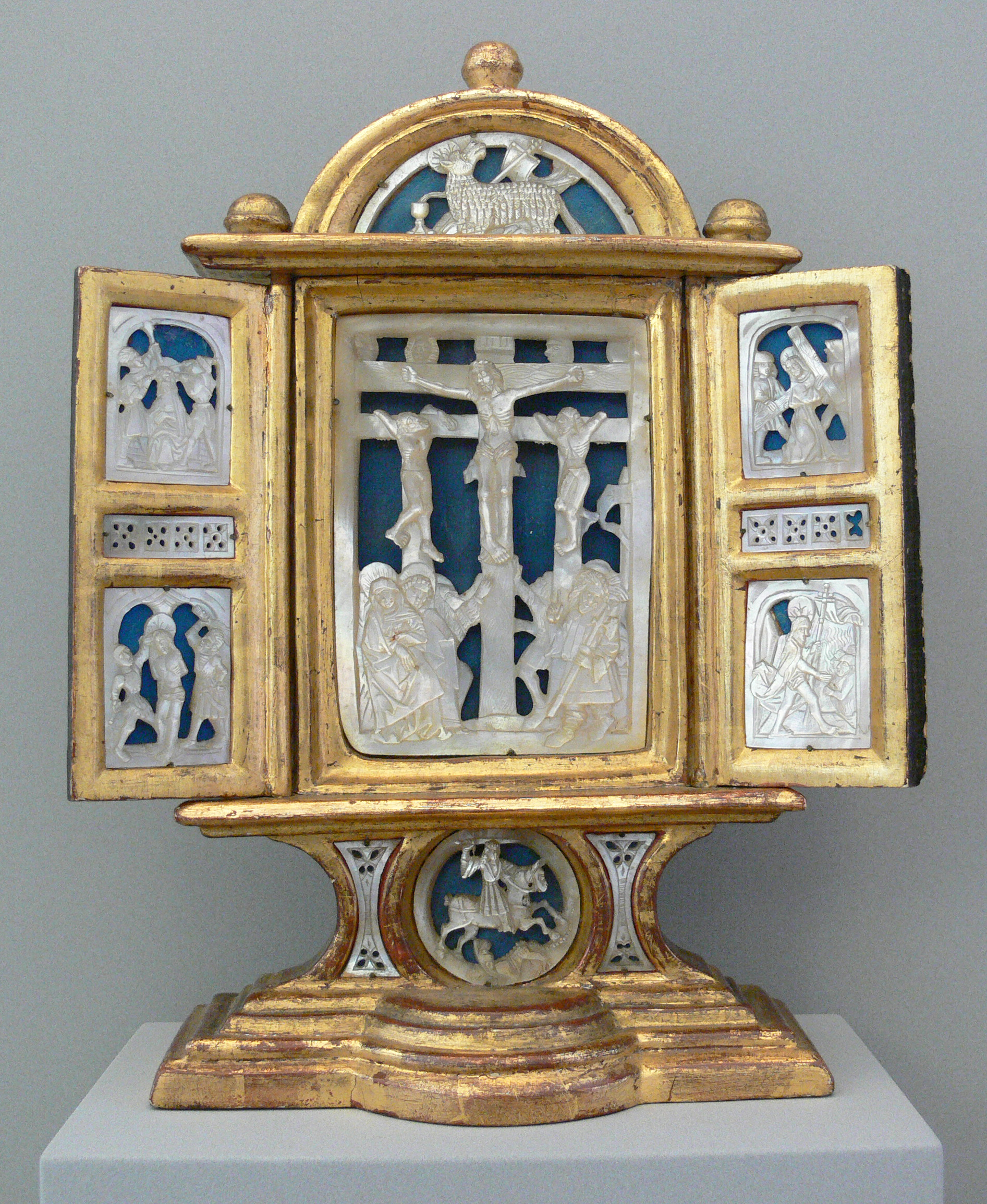
Peça d'altar, prop de 1520.
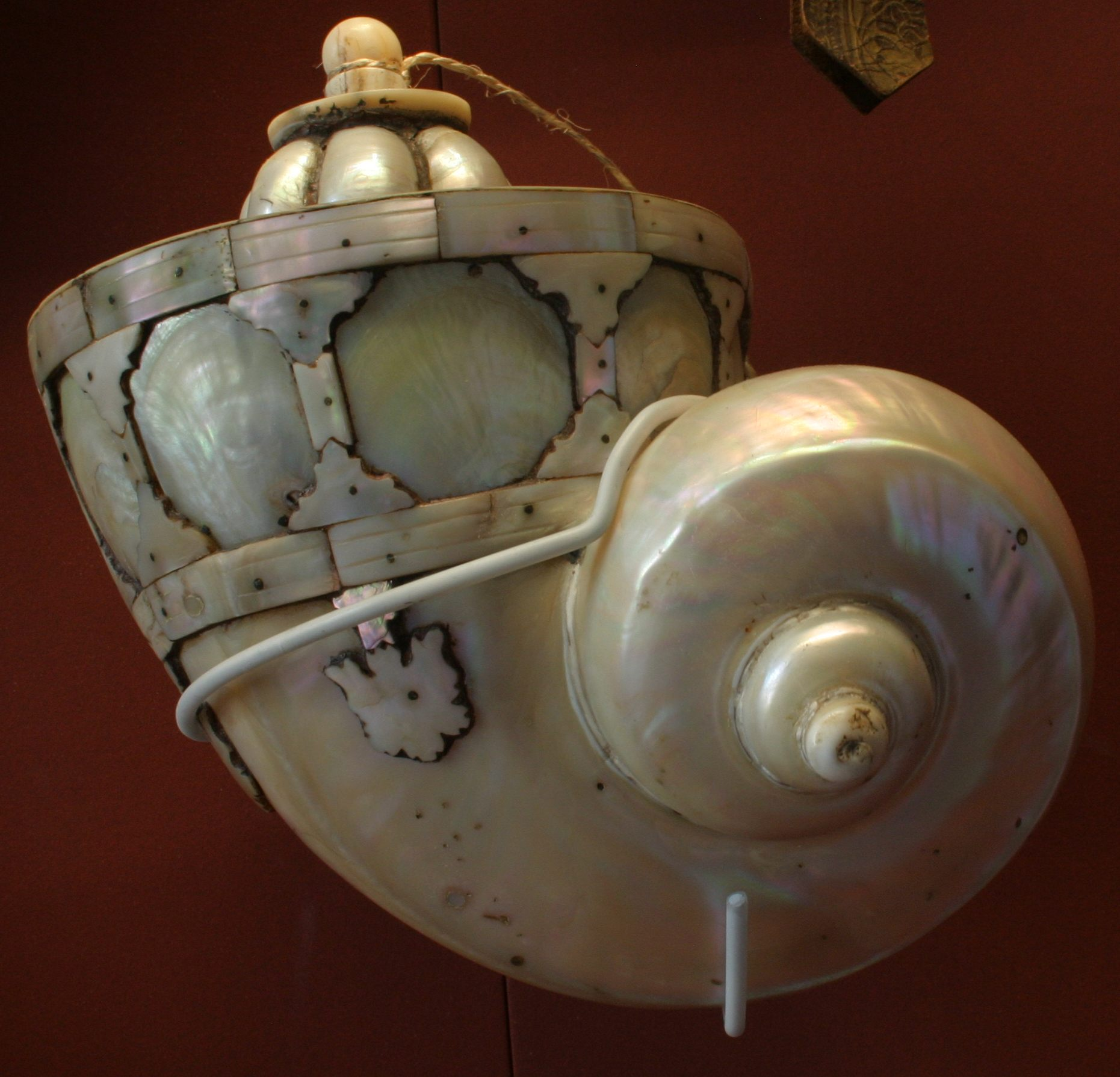
flascó de pólvora prop de 1750, fet de la conquilla de Turbo marmoratus.
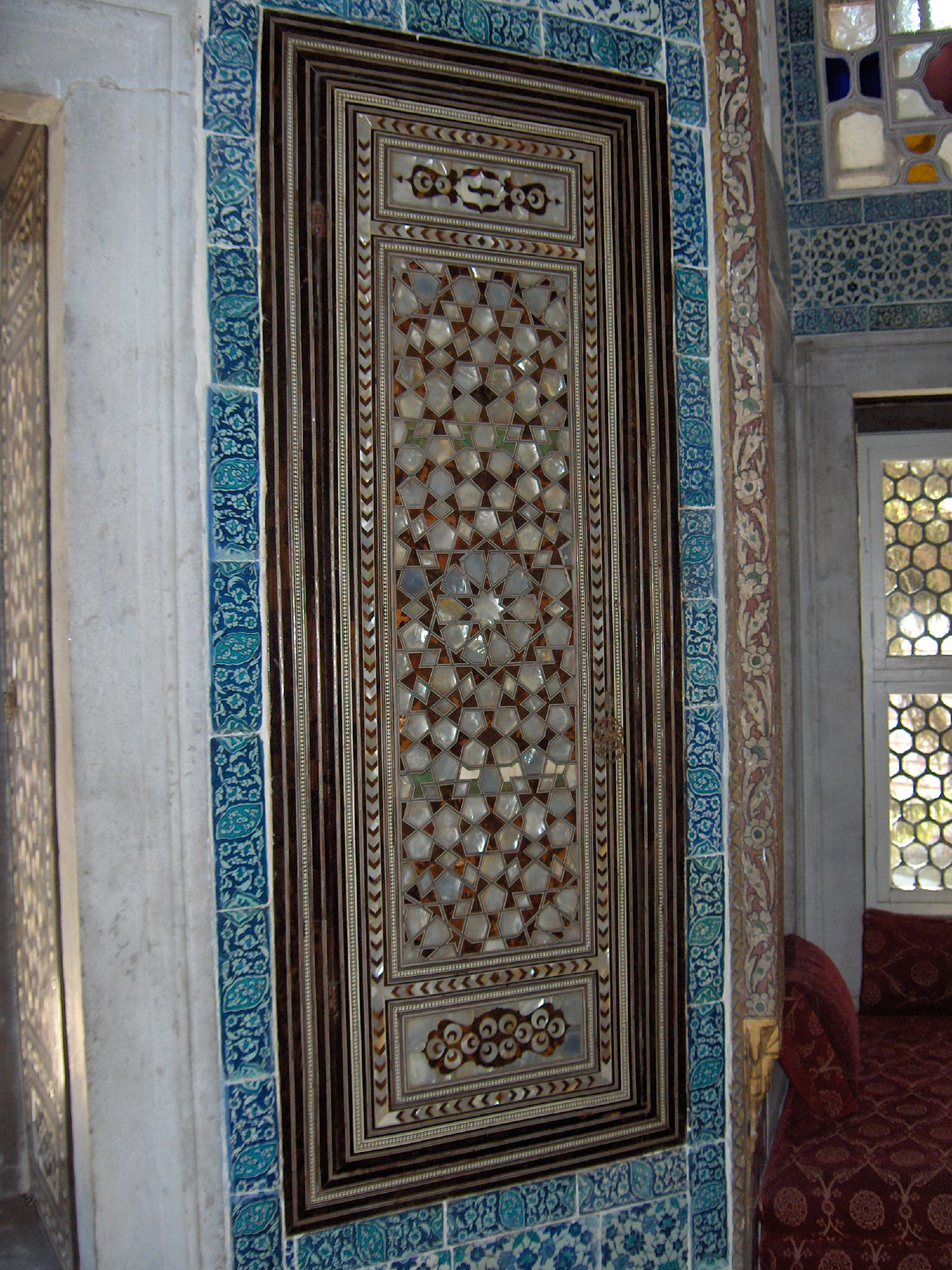
Peça del palau Topkapi.
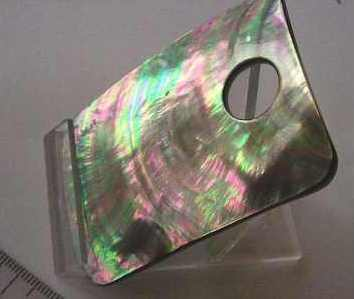
Conquilla decorativa de nacre.

## Composició
El nacre (una mena de mucosa o bava) està compost per plaquetes hexagonals d'aragonita (carbonat de calci (CaCO₃) cristal·litzat), de 10-20 micres d'amplitud i 0,5 micres de gruix, estructurats en contínues làmines paral·leles. Aquestes estratificacions del nacre es troben separades i compactades per seccions d'una matriu orgànica composta de biopolímers elàstics de conquiolina (com també ho són les proteïnes de la quitina, llustrina o la seda).

### Artificial
L'any 2012 un equip de treball del Laboratori Cavendish de la Universitat de Cambridge, Regne Unit, va poder fabricar un material, a temperatura ambient i amb un cost reduït, que és notablement semblant al nacre natural pel que fa a estructura, conducta mecànica i aparença òptica